# Kriangsak Chomanan
Kriangsak Chomanan (17 de desembre de 1917 - 23 de desembre de 2003), va ser un militar i polític tailandès, Primer Ministre entre 1977 i 1980.
Soldat professional format en l'Escola de Defensa Nacional, el General Kriangsak va lluitar en la guerra de Corea, així com en la de Vietnam. En 1977, sent el Comandant Suprem de l'exèrcit tailandès, va organitzar un cop d'estat, enderrocant al Primer Ministre Tanin Kriangsak Kraivixien.
Kriangsak és reconegut com un dels militars que més va combatre a la insurrecció comunista en el nord de Tailàndia i el 1978 va oferir una amnistia als comunistes tailandesos amb una oferta que incloïa habitatge, reunió familiar i seguretat. S'afirma que va permetre el proveïment d'armes per Xina des del mar als Khmers rojos de Cambodja a canvi que la Xina retirés el seu suport dels rebels, encara que això és negat pel govern tailandès, que atribueix la desmobilització de la insurrecció comunista a la seva oferta d'amnistia en un moment en què els països veïns es van convertir en comunistes després de la conquesta de Vietnam del Sud pel Viet Cong, Laos pel Pathet Lao i Cambodja pels Khmers rojos.
Kriangsak va abandonar voluntàriament el poder al febrer de 1980 i el va succeir el general Prem Tinsulanonda.